# Перемога (Баришівська селищна громада)
Перемо́га (до 1945 року — Ядлі́вка) — село в Україні, у Баришівській селищній громаді Броварського району Київської області, відоме з XVII століття. Населення становить 1141 особи (2020).

## Історія
У 1654 році у селі на нічліг зупинявся патріарх Антіохійський Макарій III разом зі своєю свитою, зокрема своїм сином і секретарем, архідияконом Павлом Халебським, відомим мандрівником, чиї замітки про тогочасну Україну відомі в усьому світі. Павло зокрема зауважив, що у тогочасній Ядлівці існувала красива фортеця і пречудова церква на честь Різдва Пресвятої Богородиці.
За козаччини, до 1782 року селище Ядлівка перебувало у складі Баришівської сотні Переяславського полку. Козаки боронили село від татарських набігів, брали участь у козацьких походах.
Із запровадженням на Лівобережній Україні поділу на намісництва територія Переяславського полку була поділена між повітами Київського намісництва, причому 8 з 18 його сотень були розформовані між різними повітами. Указом від 9 липня 1783 року Переяславський полк був реорганізований у регулярний кінний карабінерний полк російської армії. Переяславське козацтво ще деякий час продовжувало існувати як стан, проте вже не становило окремої автономної військової одиниці.
За описом 1787 року у Ядлівці було 534 душі, село у володінні «казених людей», козаків і власника — сотника Федора Ядловича.
Є на мапі 1800 року в атласі Вільбрехта.
З початку XIX століття Ядлівка була у складі Козелецького повіту Чернігівської губернії та пізніше належала до Новобасанської волості цього повіту. Приблизно у 1907 році було утворено Ядлівську волость.

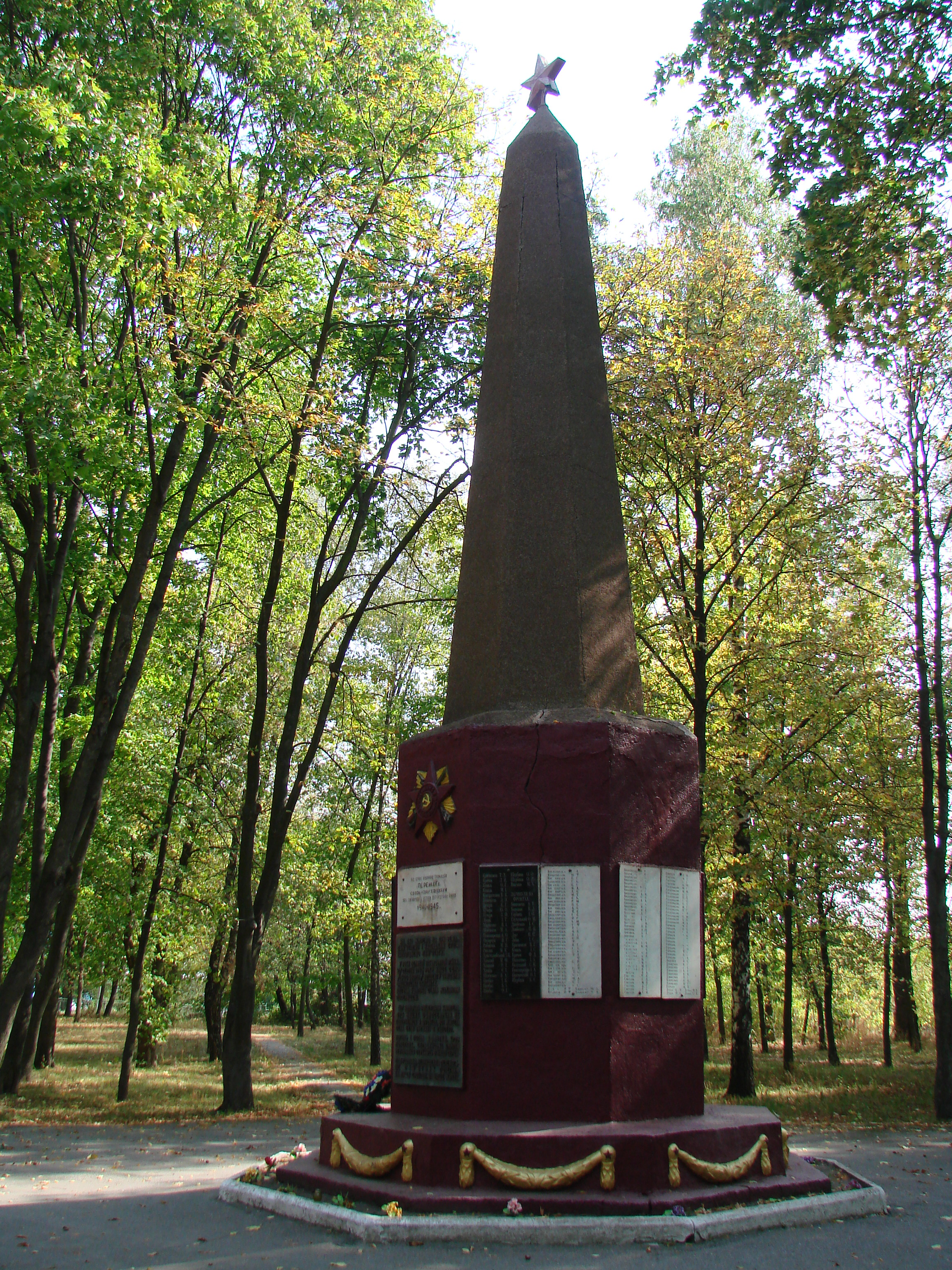
Пам'ятник воїнам-односельцям в парку Слави, які загинули під час Другої світової війни

За переписом 1897 року в селі мешкало 3440 осіб, серед них — 1644 чоловіків та 1696 жінок. Православними себе назвали 3419.  1901 - вже 3730 жителів.
У 1929 році в селі було засновано колгосп «Червоний пахар». Першим його головою став Богатирьов Федір. У 1931 році засновано ще дві артілі — «Ленінський шлях» та «Сміла праця». Селяни-колгоспники змушені були ходити на роботу в колгосп, як на панщину, отримуючи за свою працю трішки зерна, що видавалось на трудодні після виконання державного плану хлібозаготівель. За різними свідченнями від голодомору загинуло від 800 до 1000 осіб.

### У Другій світовій війні

Братська могила радянських військовополонених, які загинули під час Другої світової війни, біля сільської ради

У 1943 році, під час німецько-радянської війни, Ядлівка була повністю спалена. Єдиною спорудою, яка вціліла під час пожежі, була церква Пресвятої Богородиці. Тому пізніше біля неї за проєктом художника Володимира Сергійовича Тітуленка було встановлено пам'ятний хрест-подяку селян Богові за відродження села від попелу.
167 жителів Ядлівки було закатовано, спалено живцем, повішено або розстріляно. Під час російського вторгнення в Україну у 2022 році ці безчинства були відтворені вже рашистами, в підвалі місцевої «Нової пошти» вони закатували і спалили близько десяти молодих хлопців.
Декілька сотень були вивезені на роботи в Німеччину. 450 мешканців села загинули у російському окупаційному війську на фронтах. У 1945 році, по закінченню війни Ядлівку з огляду на культ сталінських перемог переназвали ідеологічною назвою — Перемога.
У 1949 році село перевели зі складу Новобасанського району Чернігівської області до складу Баришівського району Київської області. У 1967 році в селі збудовані тваринницькі ферми, дільнична лікарня на 35 ліжок, школа на 560 учнів, прокладено дороги з твердим покриттям, встановлено Обеліск Слави.
З кінця 1990-х будинки та землі села активно скуповуються мешканцями Києва, тому є значна частка некорінного населення.
17 липня 2020 року, в результаті адміністративно-територіальної реформи та ліквідації Баришівського району, село увійшло до складу Броварського району.

### Злочини російського вторгнення в Україну
Під час російського вторгнення в Україну село було тимчасово окуповане російськими військами з 28 лютого по 30 березня 2022 року. 11 березня 2022 року, під час спроби евакуації з села Перемога в бік села Гостролуччя за погодженим «зеленим» коридором, окупантами була розстріляна колона мирних жителів, яка складалась виключно із жінок та дітей. Результат цього звірячого вчинку — 7 загиблих, з них одна дитина. Точна кількість поранених наразі невідома. Після розстрілу окупанти змусили залишки колони повернутися до села Перемога і не випускали їх з населеного пункту. 
28 лютого 2022 року, у перший день окупації, в Перемозі стратили п'ятьох чоловіків. До 30 березня тут, за різними даними, було вбито або зникли безвісти від 15 до 20 осіб. В підвалі місцевого відділення «Нової пошти» вони закатували і спалили близько десяти молодих хлопців. 
Внаслідок цієї окупації в селі було повністю зруйновано 19 будинків, загинуло 15 односельців.

## Населення
За переписом УРСР 1989 року чисельність наявного населення села становила 2051 особа, з яких 861 чоловік та 1190 жінок.0
За переписом населення України 2001 року в селі мешкало 1428 осіб.

### Мова
Розподіл населення за рідною мовою за даними перепису 2001 року:
| Мова       | Відсоток |
| ---------- | -------- |
| українська | 97,23 %  |
| російська  | 2,30 %   |
| білоруська | 0,27 %   |
| молдовська | 0,14 %   |
| вірменська | 0,07 %   |

## Нащадки козаків
Серед корінних жителів села — козацький рід Красножонів, нащадки козаків Переяславського полку, ймовірно родичі або нащадки козака Федора Красножона, який згадується у списках козаків Баришівської сотні, що проходили присягу 19 січня 1732 року.

## Церкви і храмове свято

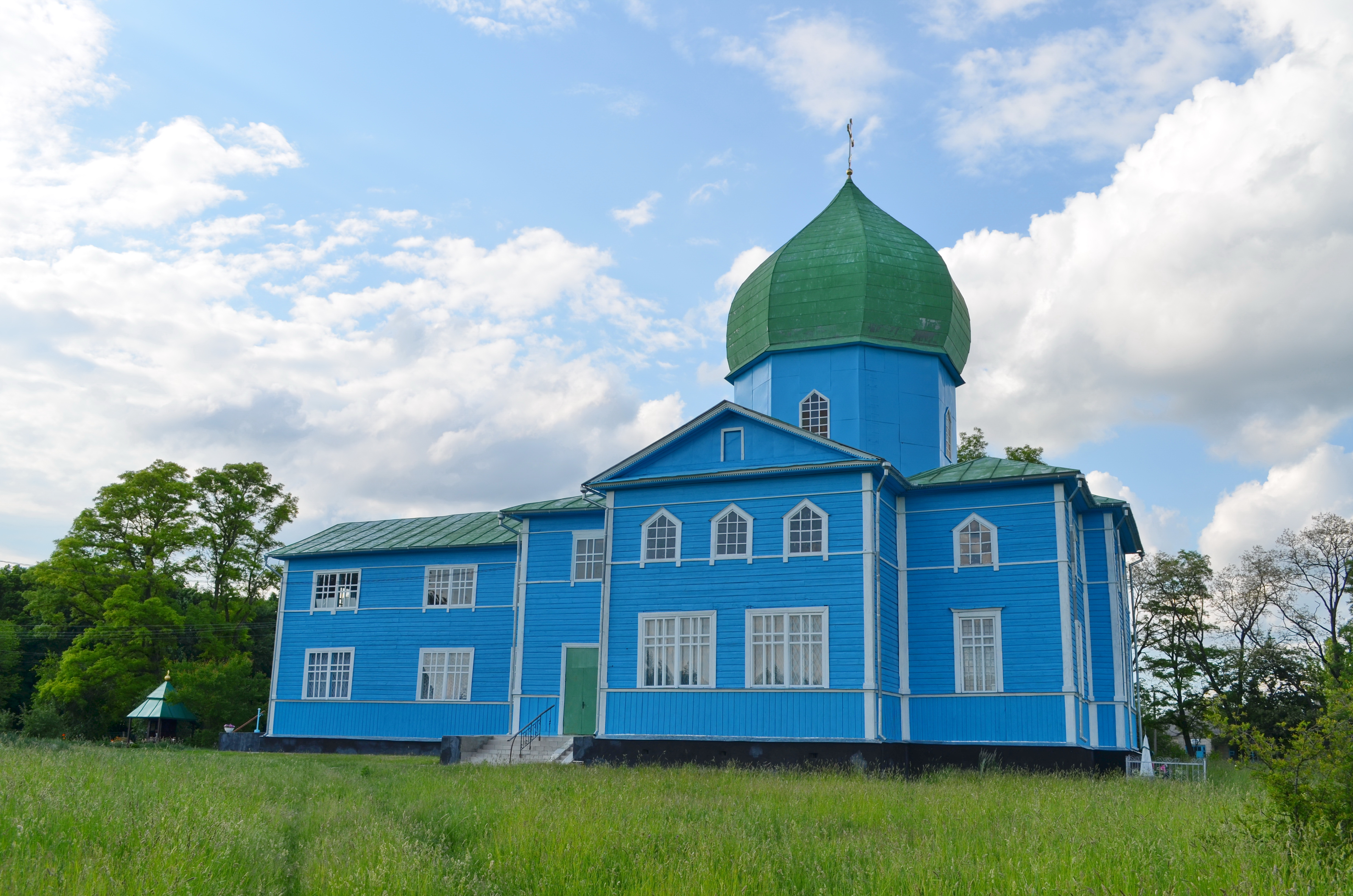
Перемога. Церква Різдва Богородиці (зведена у 1892 році)

У селі діє Церква Різдва Богородиці, збудована ще у 1892 році та дивом вціліла через буремні роки. Храмове свято (день села) в Перемозі відмічається на день Різдва Богородиці.
За радянської влади церкву було закрито і частково зруйновано. 
У 1992 році церкву було реконструйовано і відкрито для богослужінь.

## Відомі особи
- Красножон Михайло Дмитрович — доктор геологічних наук.
- Опанасенко Володимир Дмитрович — український актор, Заслужений діяч мистецтв України.